# Гимбутас, Мария
Мари́я Ги́мбутас (Гимбутас — фамилия мужа; правильно — Мари́я Гимбуте́не, лит. Marija Gimbutienė, англ. Marija Gimbutas, в девичестве Мария Бируте Альсейкайте, лит. Marija Birutė Alseikaitė, 23 января 1921, Вильно, Срединная Литва — 2 февраля 1994, Лос-Анджелес, США) — американский археолог и культуролог литовского происхождения, одна из крупнейших и самых спорных фигур индоевропеистики, с именем которой связывают выдвижение «курганной гипотезы» происхождения индоевропейцев. Доктор honoris causa университета Витаутаса Великого (1993).

## Биография
Родилась в семье врача, общественного деятеля, автора книг по литовской истории и медицине Даниэлюса Альсейки (1881—1936) и врача-окулиста и общественной деятельницы Вероники Альсейкене.
В 1931 году вместе с родителями переехала из польского Вильно во «временную столицу» Литвы Каунас. Окончив женскую гимназию «Аушрос» (1938), училась на гуманитарном отделении Университета Витаутаса Великого, окончила Вильнюсский университет в 1942 году. Вышла замуж за архитектора и деятеля литовской печати Юргиса Гимбутаса. В 1944 году вместе с мужем выехала в Германию. В 1946 году окончила университет в Тюбингене. С 1949 года жила в США, работала в Гарвардском и Калифорнийском университетах.
В 1960 году Гимбутас посетила Москву и Вильнюс, где встретилась с матерью. В 1981 году выступала с лекциями в Вильнюсе и Москве. Умерла в Лос-Анджелесе. 8 мая 1994 года прах перезахоронен на Пятрашюнском кладбище в Каунасе.

## Курганная гипотеза

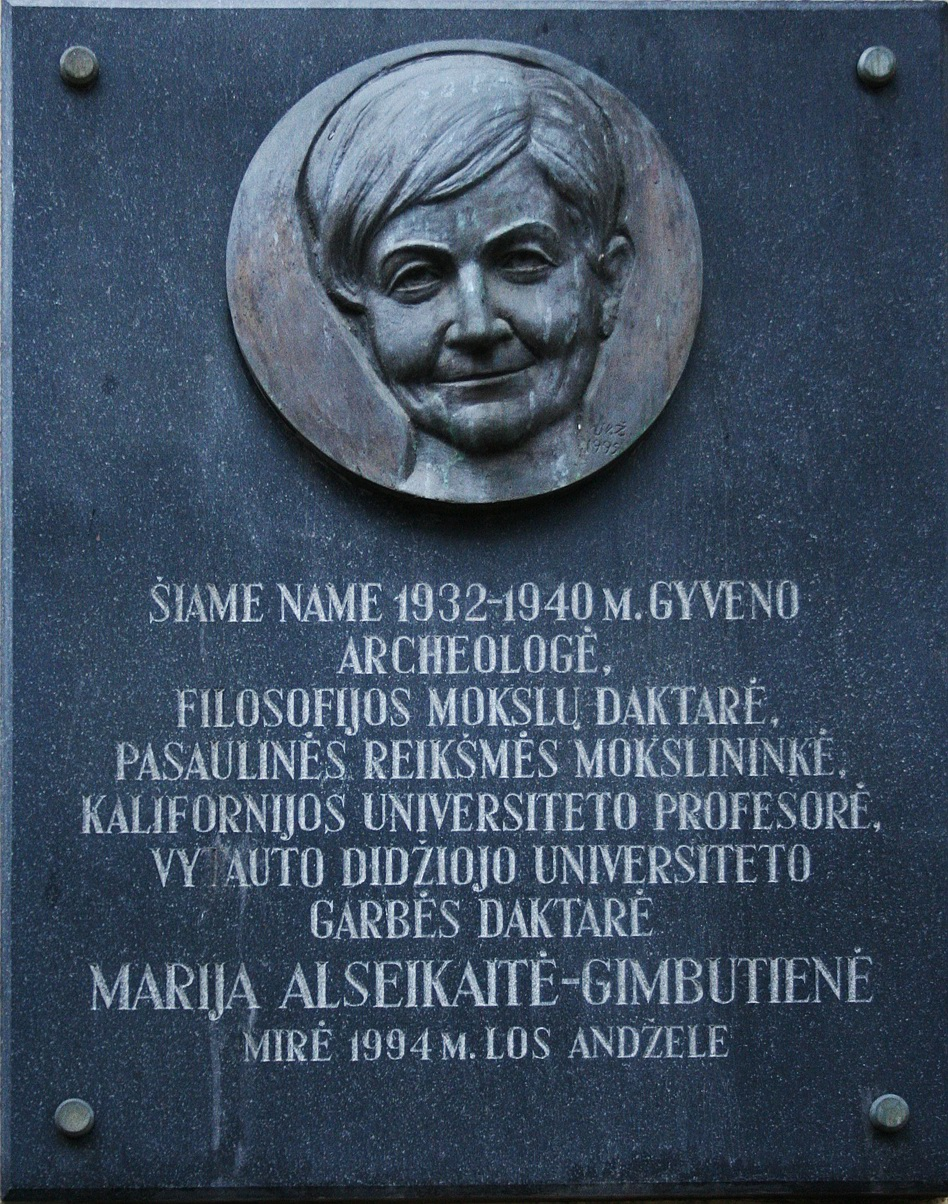
Мемориальная плита в Каунасе

Гимбутас — автор 23 монографий, в том числе таких обобщающих исследований, как «Балты» (1963) и «Славяне» (1971). В археологии была новатором, сочетала собственно археологические изыскания с глубокими познаниями в индоевропейской лингвистике. Внесла значительный вклад в изучение древнейшей истории индоевропейских народов и, в частности, славян.
В 1956 году Мария Гимбутас выступила с курганной гипотезой, которая произвела переворот в индоевропеистике. Прародину индоевропейцев она искала в степях Южной России и степной зоне Украины (ямная культура). Пыталась выявить археологические свидетельства вторжения степняков-индоевропейцев в Западную Европу («курганизация»). Джозеф Кэмпбелл сравнил значение её ранних трудов для индоевропеистики со значением расшифровки Розеттского камня для египтологии.

## Старая Европа
Поздние работы Гимбутас, особенно трилогия «Богини и боги Старой Европы» (1974), «Язык Богини» (1989) и «Цивилизация Богини» (1991), вызвали неприятие в академическом сообществе. В них, следуя по стопам «Белой Богини» Роберта Грейвса, Гимбутас нарисовала идеализированную картину матриархального доиндоевропейского общества Старой Европы — построенного на мире, равенстве и терпимости к людям нетрадиционной ориентации (осколком этого общества считалась минойская цивилизация). В результате вторжения индоевропейцев на смену «золотому веку» пришла андрократия — власть мужей, построенная на войне и крови. Эти суждения Гимбутас вызвали положительный отклик среди феминистского движения и неоязыческих религиозных течений (в частности, викки), но не получили поддержки в научной среде.
Согласно Гимбутас, сдвиг земледельческого населения из Балкано-Карпатского региона в Эгеиду и на Крит представлял собой отступление жителей Старой Европы в результате индоевропейской экспансии.
Особенно неоднозначную реакцию вызвала высказанная Гимбутас в 1989 году интерпретация тэртерийских надписей как древнейшей в мире письменности, которая якобы была в употреблении в доиндоевропейской Европе.

## Память

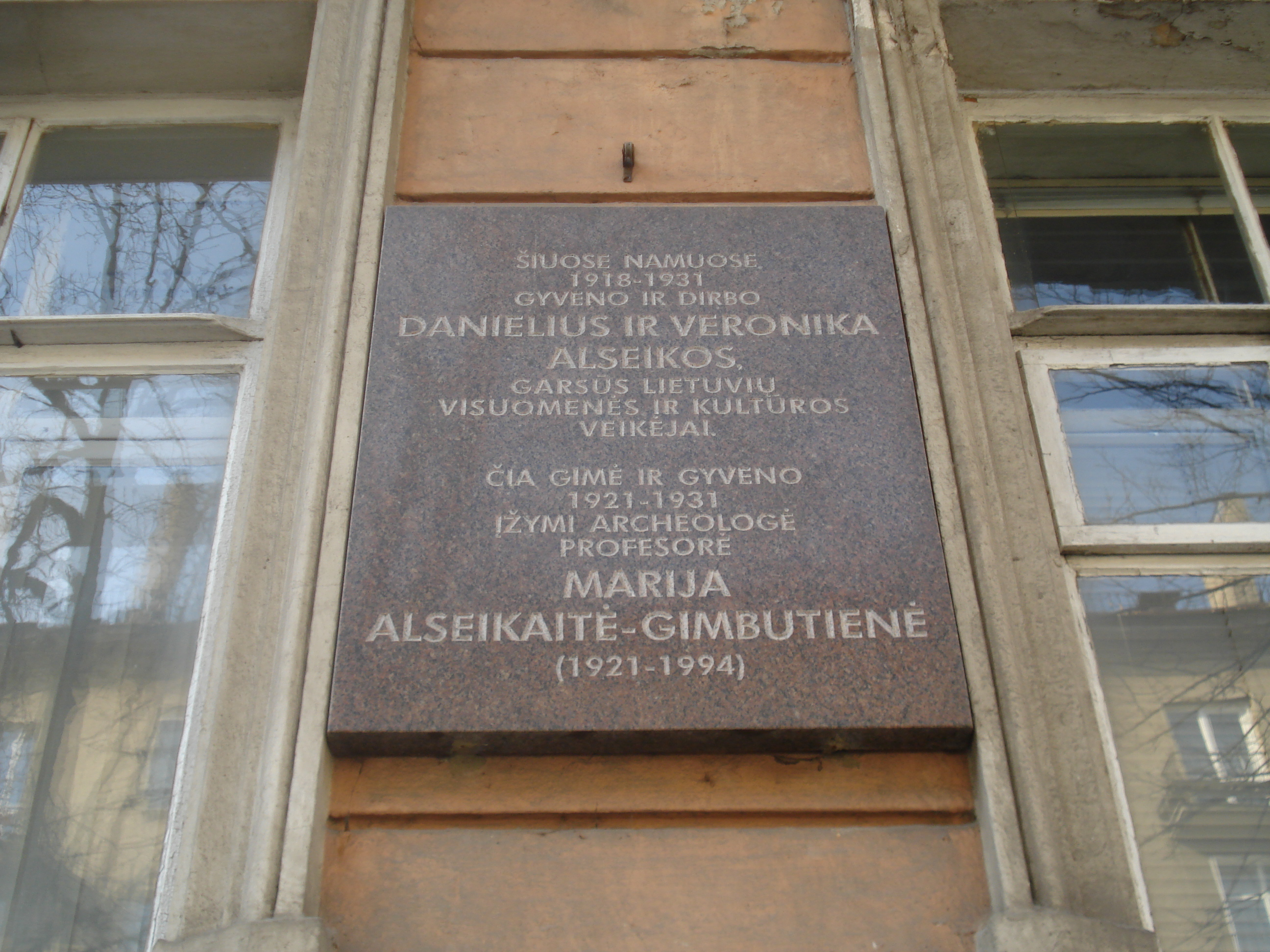
Мемориальная плита в Вильнюсе

В Вильнюсе на доме по улице Йогайлос (Jogailos g. 11), в котором в 1918—1931 годах жили родители и в 1921—1931 их дочь Мария Гимбутас, установлена мемориальная плита. В Каунасе мемориальная плита с барельефом Марии Гимбутас установлена на доме по улице Мицкявичяус (Mickevičiaus g.), в котором она жила в 1932—1940 годах.

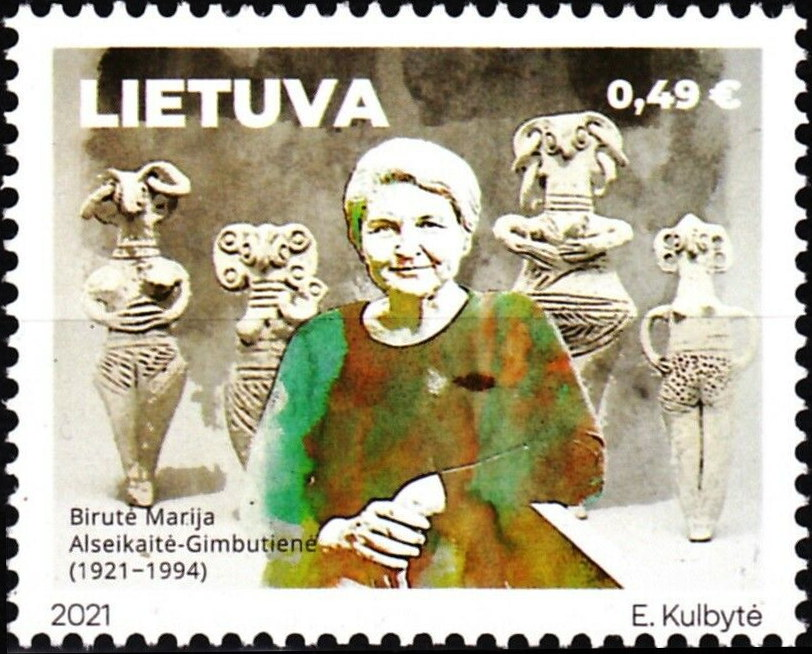
100 лет со дня рождения Марии Гимбутас, Почта Литвы, 2021

В 2021 году Почта Литвы выпустила почтовую марку, приуроченную к 100-летию со дня рождения Марии Гимбутас.

## Публикации
- Гимбутас Мария. Славяне: Сыны Перуна / Пер. с англ. Ф. Капицы. — М.: ЗАО «Центрполиграф», 2007. — 216 с. — (Загадки древних цивилизаций). — ISBN 5-9524-0357-3. — ISBN 978-5-9524-2756-3.
- Гимбутас Мария. Балты: Люди янтарного моря / Пер.с англ. С. Федорова. — М.: ЗАО «Центрполиграф», 2004. — 224 с. — (Загадки древних цивилизаций). — ISBN 5-9524-1359-5.
- Гимбутас Мария. Цивилизация Великой Богини: Мир Древней Европы / Пер. с англ. М. С. Неклюдовой. Под ред. О. О. Чугай. — М.: «РОССПЭН», 2006. — 584 с. — (Гендерная коллекция. Зарубежная классика). — ISBN 5-8243-0600-1. (Оригинал издан в 1991 г. в Сан-Франциско).